# Bakonyjákó
Bakonyjákó (hongrois : Bakonyjákó [ˈbɒkoɲjaːkoː] ; allemand : Jakobsdorf im Buchenwald ou Jaka) est une localité hongroise située dans le comitat de Veszprém.

## Site et localisation

### Topographie et hydrographie
La localité est située à la limite occidentale du Bakony septentrional, à environ 15 kilomètres au sud-est de Pápa, la ville la plus proche.

## Histoire
Le village est mentionné pour la première fois en 1351 sous le nom de Jakotelke. Jusqu'à la fin du XVe siècle, il appartenait au château de Döbrönte et était la propriété de la famille Himfi. Au début du XVIe siècle, il passa à la famille Esegvári. Durant l'occupation ottomane, la localité fut dépeuplée et ne commença à se repeupler qu'au milieu du XVIIIe siècle. C'est à cette époque que la famille Vajda y fit venir des colons allemands de confession catholique romaine.
Lors du recensement de 1910, le village comptait 1 833 habitants, dont 316 Hongrois et 1 515 Allemands. Sur le plan religieux, on y recensait 1 780 catholiques romains, 13 luthériens et 32 israélites.
Au cours du XXe siècle, la population diminua fortement. Cette baisse s'explique, au début du siècle, par l'émigration vers les États-Unis, puis, après la Seconde Guerre mondiale, par les expulsions de populations : 243 familles allemandes furent déportées hors du village.
Jusqu'en 1909, la commune portait le nom de Jákó.

## Population

### Minorités culturelles et religieuses
Lors du recensement de 2011, 79,7 % des habitants de Bakonyjákó se déclaraient Hongrois, 21,7 % Allemands, 2 % Roms et 0,2 % Slovaques (avec 20,3 % des répondants ne s'étant pas prononcés ; les identités multiples expliquant un total supérieur à 100 %). Sur le plan religieux, 60,1 % se déclaraient catholiques romains, 10,5 % réformés, 0,8 % luthériens et 0,8 % sans appartenance religieuse (27,6 % n'ayant pas répondu).
En 2022, 89,2 % des habitants se disaient Hongrois, 6 % Allemands, 0,7 % Roms, 0,3 % Roumains, et 0,1 % se déclaraient respectivement Serbes, Grecs, Ukrainiens et Slovaques. En outre, 1,3 % appartenaient à d'autres nationalités non hongroises (10,8 % n'ayant pas répondu ; les réponses multiples expliquent un total potentiel supérieur à 100 %).
Concernant la religion, 42,9 % se déclaraient catholiques romains, 8,8 % réformés, 2 % luthériens, 0,4 % catholiques grecs, 0,3 % israélites, 0,7 % d'autres confessions chrétiennes, 1 % d'autres catholiques, et 8,2 % sans confession (35,2 % n'ayant pas répondu).

## Équipements

### Réseaux extra-urbains
Le territoire communal est traversé du sud au nord par la route principale 83, qui relie la région de la route nationale 8, au niveau de Veszprém, à la ville de Győr via Pápa. 
Il s'agit de l'axe routier principal pour rejoindre la commune. La route passe à l'ouest du centre habité, qui est directement desservi par la route secondaire 83 122. La route secondaire 83 115 relie Bakonyjákó à Németbánya, tandis qu'une voie communale non numérotée, issue de celle-ci, mène vers l'ancien village d'Iharkút.
Aucune ligne ferroviaire ne dessert directement la commune ni ses environs immédiats. La gare la plus proche se trouve à Városlőd-Kislőd, sur la ligne Székesfehérvár–Szombathely, à environ 12 kilomètres au sud.